# Sterrhochaeta indirecta
Sterrhochaeta indirecta là một loài bướm đêm trong họ Geometridae.